# Głodek

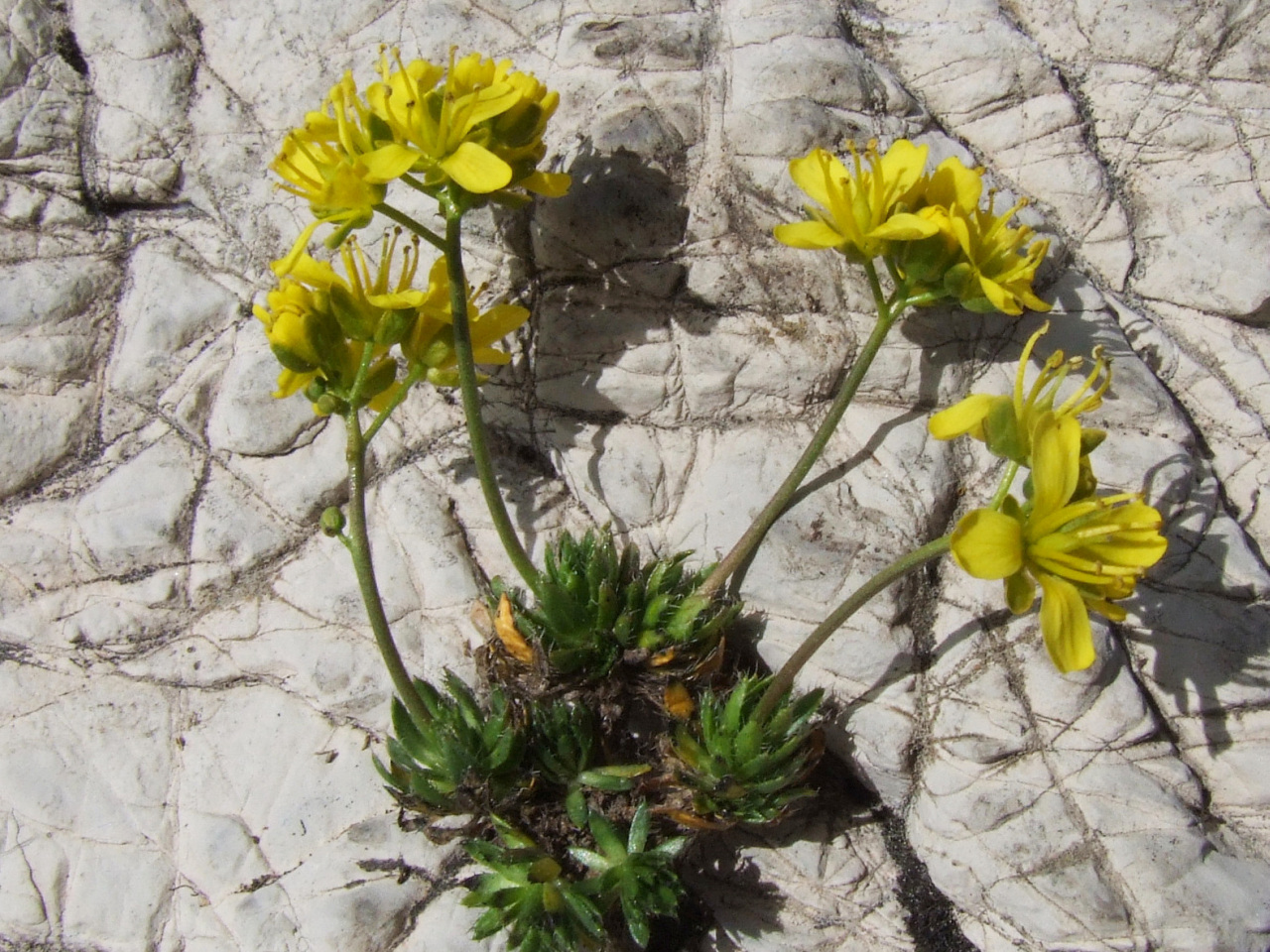
Głodek mrzygłód

Głodek (Draba L.) – rodzaj roślin należący do rodziny kapustowatych. Jest najbardziej zróżnicowanym gatunkowo rodzajem w obrębie rodziny i najbardziej kłopotliwym taksonomicznie. W sumie opisano w jego obrębie niemal tysiąc gatunków i cztery razy tyle taksonów wewnątrzgatunkowych, z czego status gatunków uznanych ma ok. 350–380. Rośliny te występują głównie w arktycznych, subarktycznych i górskich rejonach półkuli północnej (Azja, Europa, Ameryka Północna), oraz w górach Ameryki Południowej (70 gatunków w Andach od Kolumbii po Patagonię). 
W Polsce rośnie 6 gatunków rodzimych (głodek karyntyjski D. siliquosa, kutnerowaty D. tomentosa, mroźny D. dubia, mrzygłód D. aizoides, żółty D. nemorosa i odkryty w Polsce w 2018 głodek orzęsiony D. fladnizensis), poza tym głodek murowy D. muralis zarejestrowany jest jako efemerofit. 
Liczne gatunki głodków są uprawiane, zwłaszcza w ogrodach skalnych.

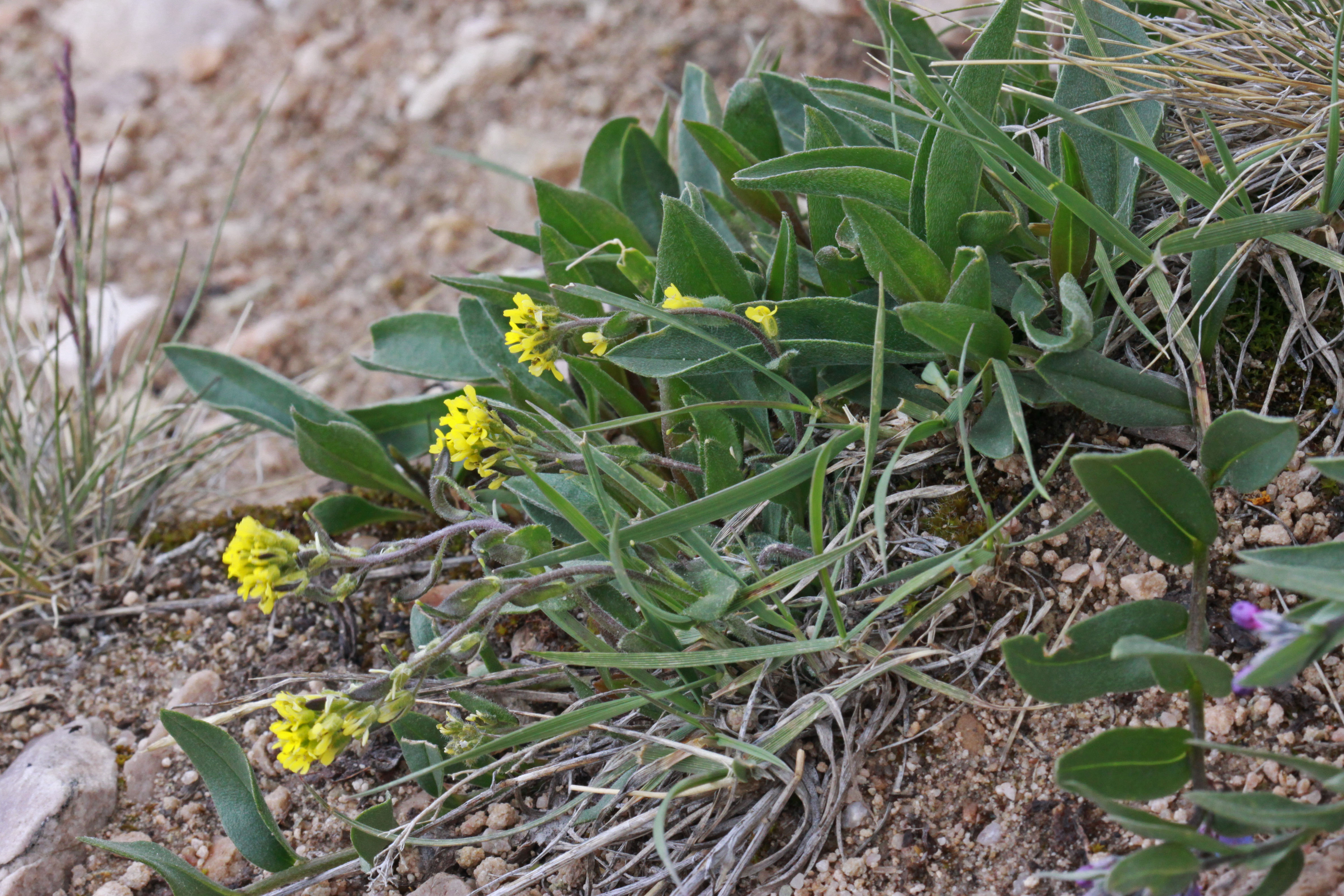
Głodek złocisty

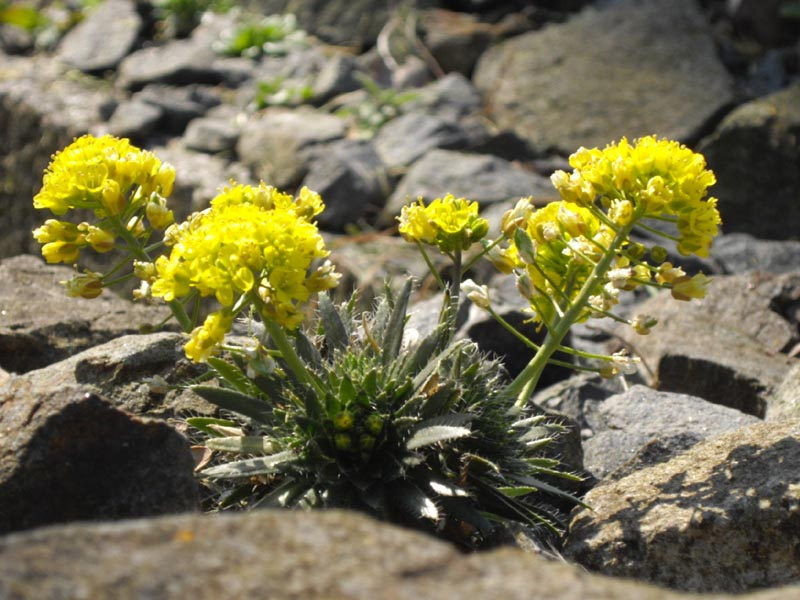
Głodek ostrokończysty

## Morfologia
PokrójRośliny zielne (jednoroczne i byliny), rzadko półkrzewy, z pędem prosto wzniesionym, płożącym lub podnoszącym się, pojedynczym lub  rozgałęzionym. Pęd bywa nagi lub pokryty włoskami pojedynczymi, rozwidlonymi, gwiaździście lub drzewkowato rozgałęzionymi, czasem z kilkoma rodzajami włosków u jednego gatunku.
LiścieZwykle dwojakie – odziomkowe i łodygowe, nierzadko łodygowych liści brak. Odziomkowe często skupione w rozetę liściową, ogonkowe lub siedzące, całobrzegie, ząbkowane lub pierzasto wcinane. Liście łodygowe siedzące lub ogonkowe, całobrzegie lub ząbkowane.
KwiatyZebrane w grona, luźne lub gęste, wydłużające się lub nie podczas owocowania. Szypułki kwiatowe cienkie, prosto wzniesione, podnoszące się lub odstające. Działki kielicha jajowate do owalnych, nie rozszerzone woreczkowato u nasady. Płatki korony żółte, białe, różowe, fioletowe, pomarańczowe, rzadko czerwone. Pręcików sześć, czterosilnych, z 1, 2 lub 4 miodnikami u nasady. Zalążnia górna z 4 lub licznymi zalążkami, znamię główkowate, czasem słabo dwudzielne.
OwoceJajowate, eliptyczne do kulistawych łuszczynki, rzadko lancetowate lub równowąskie łuszczyny.

## Systematyka
Synonimy
Abdra Greene, Coelonema Maxim., Dolichostylis Turcz., Drabella Nábelek, Drabopsis K. Koch, Erophila DC., Graellsia Boiss., Leptonema Hook., Nesodraba Greene, Odontocyclus Turcz., Pseudobraya Korsh., Schivereckia Andrz. ex DC., Stenonema Hook., Thylacodraba (Nábelek) O. E. Schulz, Tomostima (Raf.) O. E. Schulz
Pozycja systematyczna według APweb (aktualizowany system APG IV z 2016)
Należy do rodziny kapustowatych (Brassicaceae), rzędu kapustowców (Brassicales), kladu różowych (rosids) w obrębie okrytonasiennych (Magnoliophyta ).
Pozycja w systemie Reveala (1993-1999)
Gromada okrytonasienne (Magnoliophyta Cronquist), podgromada Magnoliophytina Frohne & U. Jensen ex Reveal, klasa Rosopsida Batsch, podklasa ukęślowe (Dilleniidae Takht. ex Reveal & Tahkt.), nadrząd Capparanae Reveal, rząd kaparowce (Capparales Hutch.), podrząd Capparineae Engl., rodzina kapustowate (Brassicaceae Burnett), rodzaj głodek (Draba L.).
Wykaz gatunków

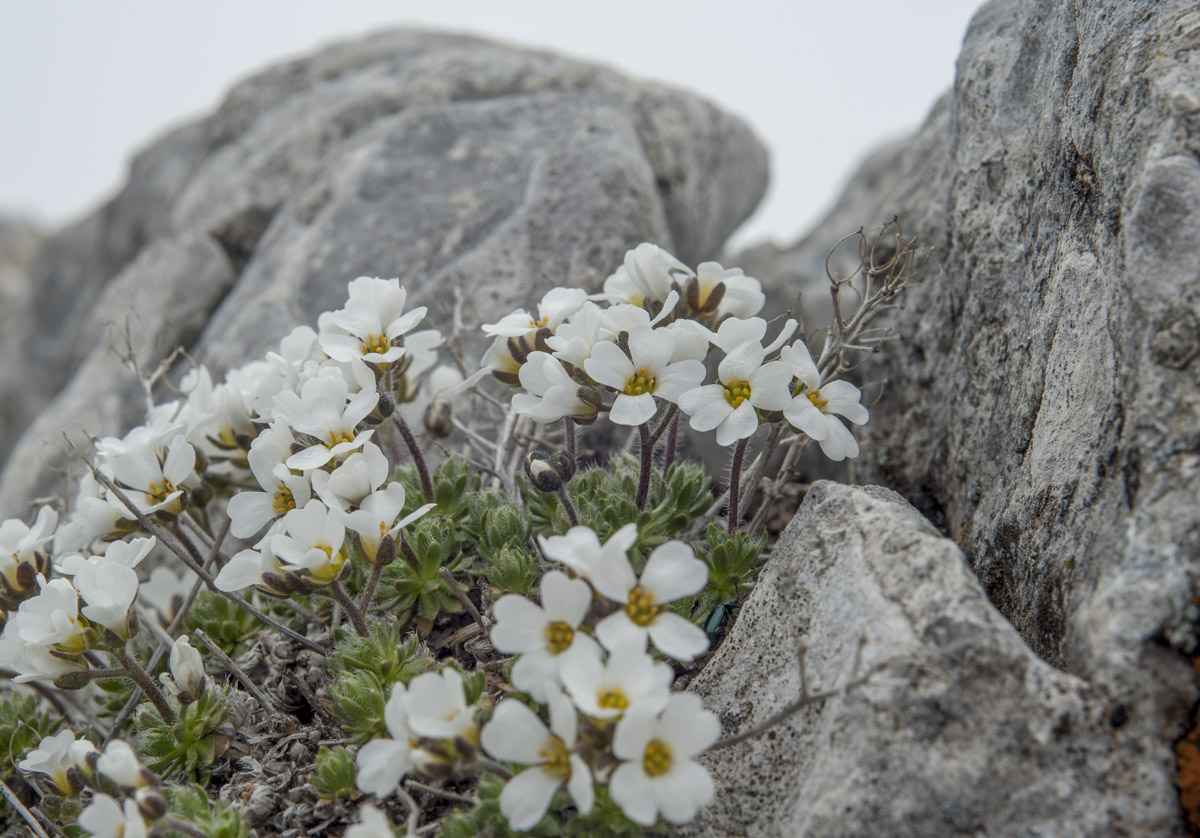
Głodek kantabryjski

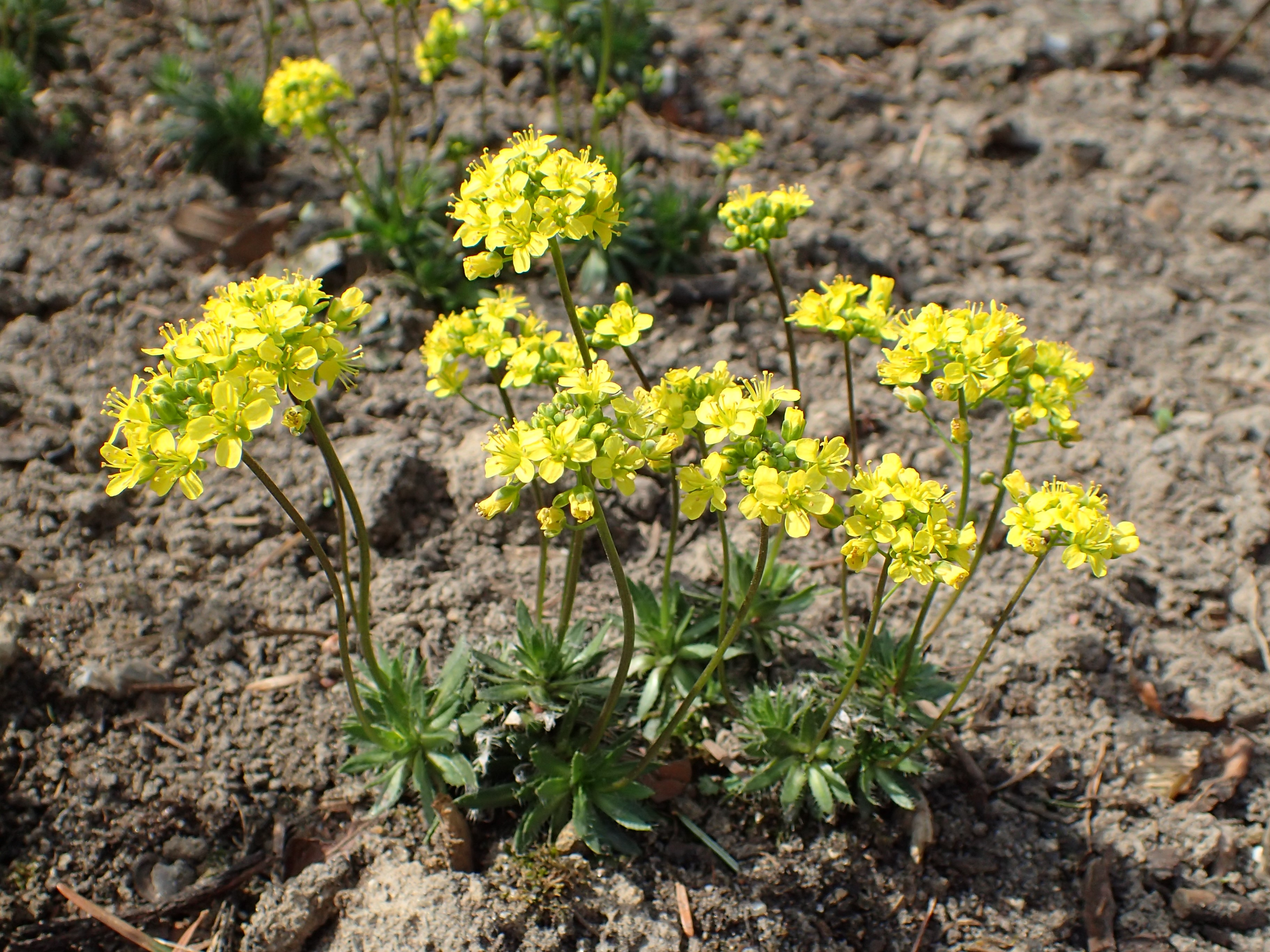
Głodek bałkański

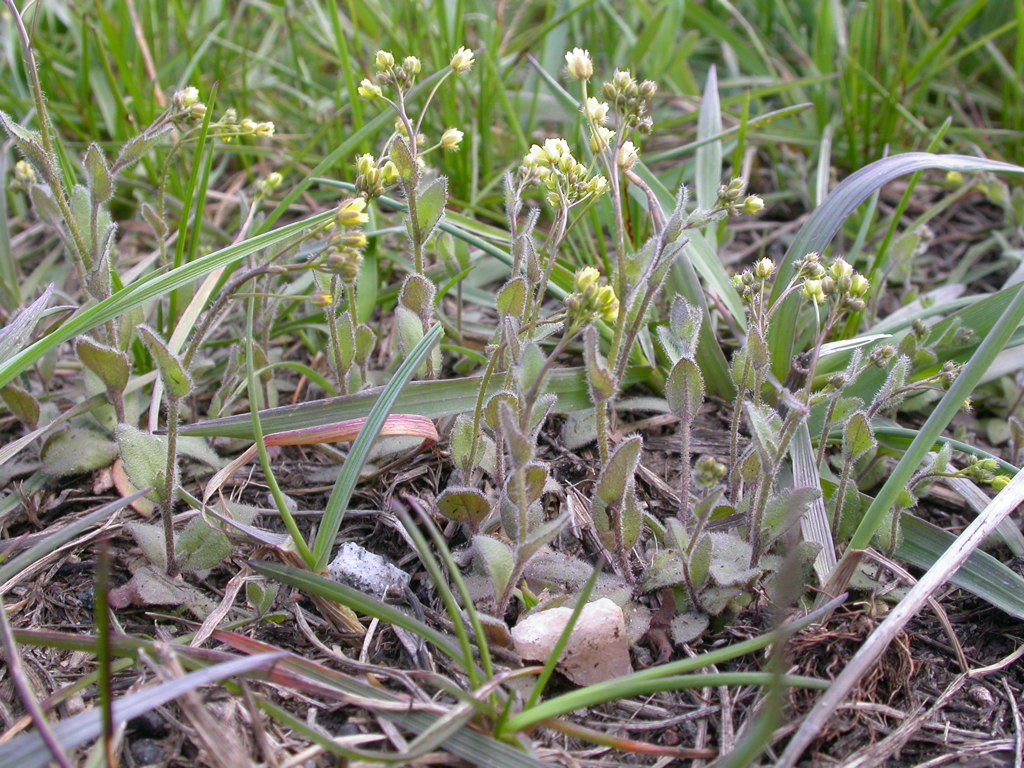
Głodek żółty

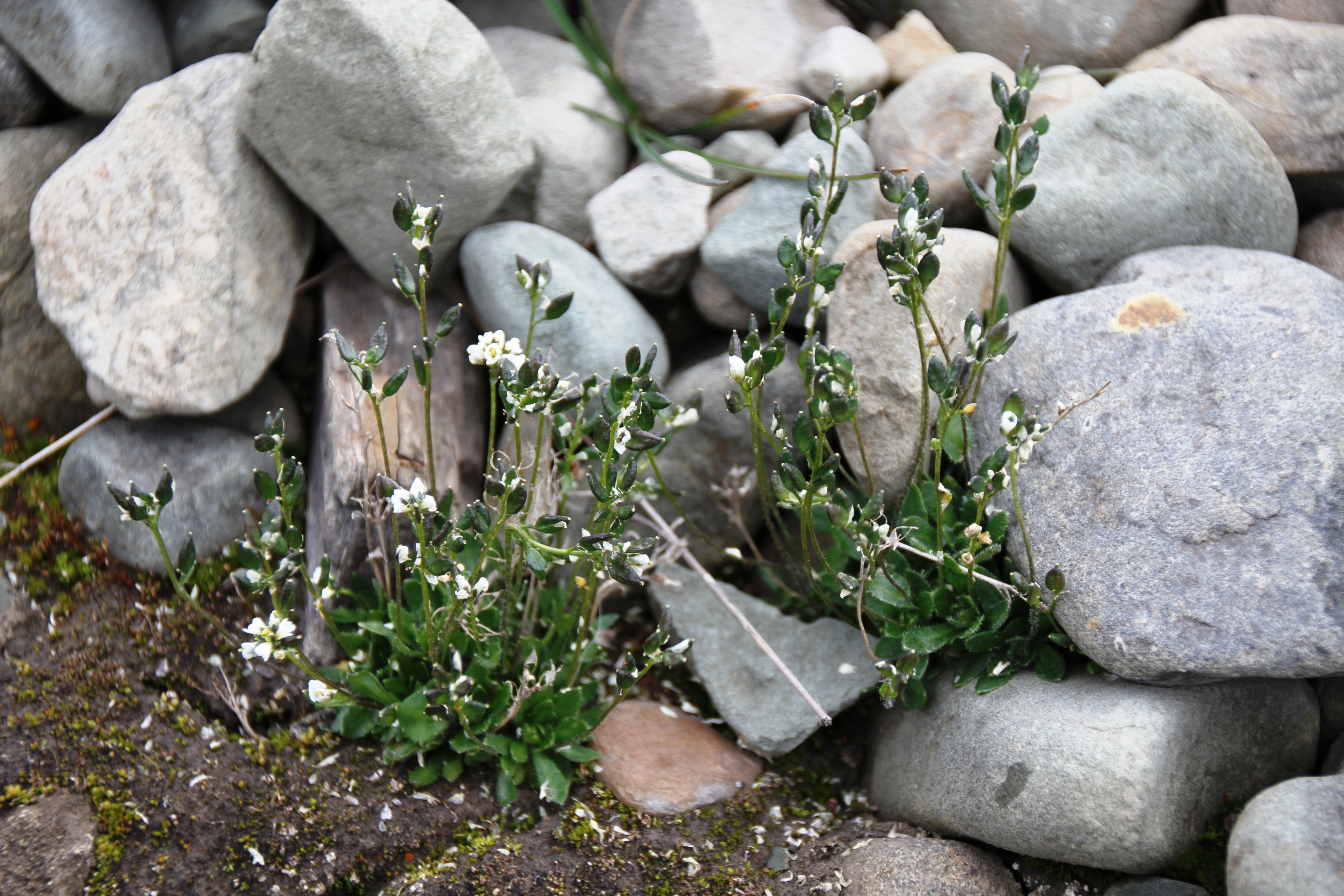
Głodek norweski

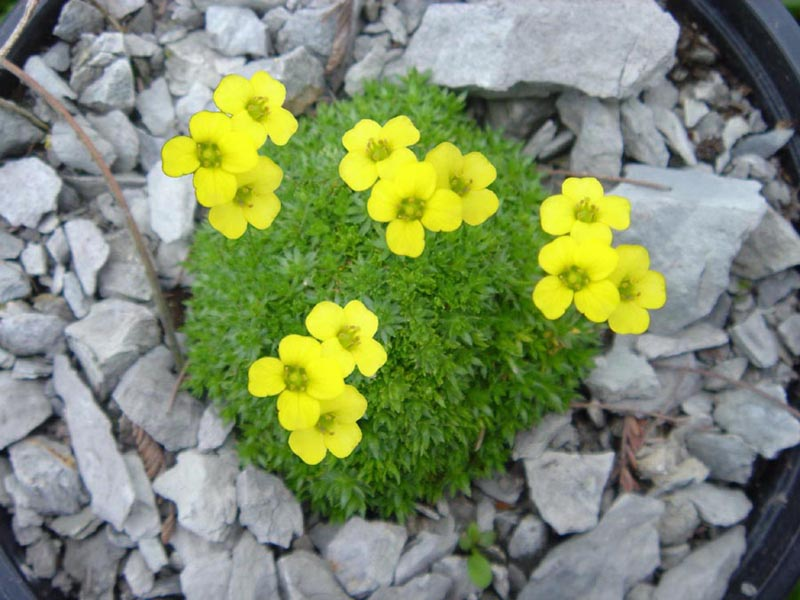
Głodek sztywny

- Draba abajoensis  Windham & Al-Shehbaz
- Draba × abiskoensis  O.E.Schulz
- Draba × abiskojokkensis  O.E.Schulz
- Draba acaulis  Boiss. – głodek bezłodygowy
- Draba affghanica  Boiss.
- Draba aizoides  L. – głodek mrzygłód
- Draba alajica  Litv.
- Draba alberti  Regel & Schmalh.
- Draba albertina  Greene
- Draba alchemilloides  Gilg
- Draba × algida  Adams ex DC.
- Draba alpina  L. – głodek alpejski
- Draba alshehbazii  Klimeš & D.A.German
- Draba altaica  (C.A.Mey.) Bunge
- Draba alticola  Kom.
- Draba alyssoides  Humb. & Bonpl. ex DC.
- Draba × amandae  O.E.Schulz
- Draba × ambigua  Ledeb.
- Draba amoena  O.E.Schulz
- Draba amplexicaulis  Franch.
- Draba anatolica  A.Duran & Dinç
- Draba aprica  Beadle
- Draba arabisans  Michx.
- Draba araboides  Wedd.
- Draba araratica  Rupr.
- Draba arauquensis  Santana
- Draba arbuscula  Hook.f.
- Draba arctogena  (Ekman) Ekman
- Draba aretioides  Humb. & Bonpl. ex DC.
- Draba argentifolia  Al-Shehbaz
- Draba argyrea  Rydb.
- Draba arida  C.L.Hitchc.
- Draba arseniewii  (B.Fedtsch.) Gilg ex Tolm.
- Draba aspera  Bertol. – głodek szorstki, g. szorstkawy
- Draba × asplundii  O.E.Schulz
- Draba asprella  Greene
- Draba asterophora  Payson
- Draba atacamensis  Gilg
- Draba atuelica  Chodat & Wilczek
- Draba aubrietioides  Jafri
- Draba aurea  Vahl ex Hornem. – głodek złocisty
- Draba aureola  S.Watson
- Draba australis  R.Br. ex Hook.f.
- Draba azorellicola  O.E.Schulz
- Draba bagmatiensis  Al-Shehbaz
- Draba baicalensis  Tolm.
- Draba bajtenovii  Veselova
- Draba barclayana  Al-Shehbaz
- Draba bartholomewii  Al-Shehbaz
- Draba beamanii  Rollins
- Draba bellardii  S.F.Blake
- Draba beltranii  Al-Shehbaz
- Draba bertiscea  D.Lakušić & Stevan.
- Draba bhutanica  H.Hara
- Draba bifurcata  (C.L.Hitchc.) Al-Shehbaz & Windham
- Draba × blyttii  O.E.Schulz
- Draba bocheri  Gjaerev. & Ryvarden
- Draba boliviana  O.E.Schulz
- Draba × borderi  O.E.Schulz
- Draba borealis  DC.
- Draba boyacana  Al-Shehbaz
- Draba brachycarpa  Nutt.
- Draba brachystemon  DC.
- Draba brachystylis  Rydb.
- Draba brackenridgei  A.Gray
- Draba × brandtii  O.E.Schulz
- Draba breweri  S.Watson
- Draba bruniifolia  Steven – głodek kaukaski
- Draba bryoides  DC. – głodek mchowy
- Draba burkartiana  O.E.Schulz
- Draba burkei  (C.L.Hitchc.) Windham & Beilstein
- Draba × buschii  O.E.Schulz
- Draba cachemirica  Gand.
- Draba cacuminum  E.Ekman
- Draba calcicola  O.E.Schulz
- Draba calcifuga  Lesica
- Draba californica  (Jeps.) Rollins & R.A.Price
- Draba cana  Rydb.
- Draba cantabriae  (Laínz) Laínz
- Draba cappadocica  Boiss. & Balansa
- Draba cardaminiflora  Kom.
- Draba carnosula  O.E.Schulz
- Draba chamissonis  G.Don
- Draba cheiranthoides  Hook.f.
- Draba chionophila  S.F.Blake
- Draba chodatii  O.E.Schulz
- Draba cholaensis  W.W.Sm.
- Draba chrysantha  S.Watson
- Draba cinerea  Adams – głodek szary
- Draba cocuyana  Al-Shehbaz
- Draba cocuyensis  Santana & J.O.Rangel
- Draba compacta  Schott, Nyman & Kotschy
- Draba corrugata  S.Watson
- Draba corymbosa  R.Br. ex DC.
- Draba crassa  Rydb.
- Draba crassifolia  Graham – głodek grubolistny
- Draba cretica  Boiss. & Heldr.
- Draba cruciata  Payson
- Draba cryptantha  Hook.f.
- Draba cuatrecasana  J.O.Rangel & Santana
- Draba cuneifolia  Nutt.
- Draba cusickii  C.B.Rob. ex O.E.Schulz
- Draba cuspidata  M.Bieb. – głodek ostrokończysty
- Draba cuzcoensis  O.E.Schulz
- Draba czuensis  Revuschkin & A.L.Ebel
- Draba darwasica  Lipsky
- Draba daurica  DC.
- Draba × davosiana  Brügger
- Draba × decipiens  O.E.Schulz
- Draba dedeana  Boiss. & Reut. – głodek kantabryjski
- Draba demareei  Wiggins
- Draba densifolia  Nutt. – głodek gęsty
- Draba depressa  Hook.f.
- Draba diazii  Rivas Mart., M.E.García & Penas
- Draba discoidea  Wedd.
- Draba × districta  O.E.Schulz
- Draba diversifolia  Boiss. & A.Huet
- Draba dolomitica  Buttler
- Draba dorneri  Heuff.
- Draba draboides  (Maxim.) Al-Shehbaz
- Draba dubia  Suter – głodek mroźny
- Draba ecuadoriana  Al-Shehbaz
- Draba × ekmaniana  Weingerl
- Draba elata  Hook.f. & Thomson
- Draba elegans  Boiss.
- Draba elisabethae  N.Busch
- Draba ellipsoidea  Hook.f. & Thomson
- Draba eriopoda  Turcz. ex Ledeb.
- Draba eschscholtzii  Pohle & N.Busch
- Draba extensa  Wedd.
- Draba exunguiculata  (O.E.Schulz) C.L.Hitchc.
- Draba falconeri  O.E.Schulz
- Draba farsetioides  Linden & Planch.
- Draba fedtschenkoi  Gilg ex Tolm.
- Draba × ficta  Camus ex Hayek
- Draba fladnizensis  Wulfen – głodek orzęsiony
- Draba fuhaiensis  Z.X.An
- Draba funckiana  Linden & Planch.
- Draba funckii  (Turcz.) Al-Shehbaz
- Draba funiculosa  Hook.f.
- Draba gilliesii  Hook. & Arn.
- Draba glabella  Pursh – głodek gładki
- Draba glacialis  Adams
- Draba glomerata  Royle
- Draba gracillima  Hook.f. & Thomson
- Draba graminea  Greene
- Draba grandiflora  Hook. & Arn. ex Hook.f.
- Draba grayana  (Rydb.) C.L.Hitchc.
- Draba hallii  Hook.f.
- Draba hammenii  Cuatrec. & Cleef
- Draba handelii  O.E.Schulz
- Draba haradjianii  Rech.f.
- Draba × harry-smithii  O.E.Schulz
- Draba haynaldii  Stur
- Draba hederifolia  Coss.
- Draba heilii  Al-Shehbaz
- Draba helleriana  Greene
- Draba hemsleyana  Gilg
- Draba herzogii  O.E.Schulz
- Draba hidalgensis  Calderón
- Draba himachalensis  Al-Shehbaz
- Draba hirta  L. – głodek kosmaty
- Draba hispanica  Boiss. – głodek hiszpański
- Draba hispida  Willd.
- Draba hissarica  Lipsky
- Draba hitchcockii  Rollins
- Draba hookeri  Walp.
- Draba hoppeana  Rchb.
- Draba howellii  S.Watson
- Draba huetii  Boiss.
- Draba humillima  O.E.Schulz
- Draba hyperborea  (L.) Desv.
- Draba hystrix  Hook.f. & Thomson
- Draba imeretica  (Rupr.) Rupr.
- Draba implexa  Rollins
- Draba incana  L. – głodek popielaty
- Draba incerta  Payson – głodek niepewny
- Draba incompta  Steven
- Draba incrassata  (Rollins) Rollins & R.A.Price
- Draba inexpectata  S.L.Welsh
- Draba inquisiviana  Al-Shehbaz
- Draba insularis  Pissjauk
- Draba × intermedia  Hegetschw.
- Draba involucrata  (W.W.Sm.) W.W.Sm.
- Draba jaegeri  Munz & I.M.Johnst.
- Draba japonica  Maxim.
- Draba jorullensis  Kunth
- Draba jucunda  W.W.Sm.
- Draba juvenilis  Kom.
- Draba kassii  S.L.Welsh
- Draba × kingii  O.E.Schulz
- Draba kitadakensis  Koidz. – głodek Igaraschi'ego
- Draba kluanei  G.A.Mulligan
- Draba kodarica  O.D.Nikif.
- Draba koeiei  Rech.f.
- Draba kongboiana  Al-Shehbaz
- Draba korabensis  Kümmerle & Degen
- Draba korshinskyi  (O.Fedtsch.) Pohle
- Draba kotschyi  Stur – głodek Kotschy'ego
- Draba kuemmerlei  Stevan. & D.Lakusic
- Draba kuramensis  Yunusov
- Draba kusnezowii  (Turcz. ex Ledeb.) Hayek
- Draba lacaitae  Boiss.
- Draba laconica  Stevan. & Kit Tan
- Draba lactea  Adams
- Draba ladina  Braun-Blanq. – głodek engadyński
- Draba ladyginii  Pohle
- Draba lanceolata  Royle
- Draba lapaziana  Al-Shehbaz
- Draba × larssonii  O.E.Schulz
- Draba lasiocarpa  Rochel – głodek bałkański, g. wełnistoowockowy
- Draba lasiophylla  Royle
- Draba × lastrungica  O.E.Schulz
- Draba × lattinicciae  Gamisans
- Draba laurentiana  Fernald
- Draba lemmonii  S.Watson
- Draba lichiangensis  W.W.Sm.
- Draba × lindblomii  O.E.Schulz
- Draba lindenii  (Hook.) Planch. ex Sprague
- Draba linearifolia  L.L.Lou & T.Y.Cheo
- Draba lipskyi  Tolm.
- Draba litamo  L.Uribe
- Draba loayzana  Al-Shehbaz
- Draba loiseleurii  Boiss.
- Draba lonchocarpa  Rydb.
- Draba longisiliqua  Schmalh. ex Akinf.
- Draba ludlowiana  Jafri
- Draba lunkii  V.I.Dorof.
- Draba lutescens  Coss.
- Draba macbeathiana  Al-Shehbaz
- Draba macleanii  Hook.f.
- Draba macounii  O.E.Schulz
- Draba magadanensis  Berkut. & A.P.Khokhr.
- Draba magellanica  Lam.
- Draba maguirei  C.L.Hitchc.
- Draba majae  Berkut. & A.P.Khokhr.
- Draba malpighiacea  Windham & Al-Shehbaz
- Draba marinellii  (Pamp.) O.E.Schulz
- Draba matangensis  O.E.Schulz
- Draba matthioloides  Gilg ex O.E.Schulz
- Draba melanopus  Kom.
- Draba meskhetica  Chinth.
- Draba micheorum  Al-Shehbaz
- Draba × microcarpa  (Trautv.) O.E.Schulz
- Draba microcarpella  A.N.Vassiljeva & Golosk.
- Draba micropetala  Hook.
- Draba mieheorum  Al-Shehbaz
- Draba mingrelica  Schischk. ex Grossh.
- Draba × mixta  O.E.Schulz
- Draba mogollonica  Greene
- Draba mollissima  Steven – głodek miękki
- Draba mongolica  Turcz.
- Draba monoensis  Rollins & R.A.Price
- Draba montbretiana  Sommier & Levier
- Draba mulliganii  Al-Shehbaz
- Draba muralis  L. – głodek murowy
- Draba murrayi  G.A.Mulligan
- Draba nana  Stapf
- Draba narmanensis  Yıld.
- Draba nemorosa  L. – głodek żółty
- Draba nivalis  Lilj. – głodek śnieżny
- Draba nivicola  Rose
- Draba norvegica  Gunnerus – głodek norweski
- Draba nuda  (Bél.) Al-Shehbaz & M.Koch
- Draba nylamensis  Al-Shehbaz
- Draba oariocarpa  O.E.Schulz
- Draba oblongata  R.Br. ex DC
- Draba obovata  Benth.
- Draba ochroleuca  Bunge
- Draba ochropetala  O.E.Schulz
- Draba odudiana  Lipsky
- Draba ogilviensis  Hultén
- Draba okamotoi  Ohwi
- Draba olgae  Regel & Schmalh.
- Draba oligosperma  Hook.
- Draba olympicoides  Strobl
- Draba oreades  Schrenk
- Draba oreadum  Maire
- Draba oreibata  J.F.Macbr. & Payson
- Draba oreodoxa  W.W.Sm.
- Draba orientalis  Karabacak & Behçet
- Draba ossetica  (Rupr.) Sommier & Levier
- Draba ovibovina  (E.Ekman) E.Ekman
- Draba oxycarpa  Sommerf.
- Draba pacheri  Stur
- Draba pachythyrsa  Triana & Planch.
- Draba paishanensis  T.Mori
- Draba pakistanica  Jafri
- Draba palanderiana  Kjellm.
- Draba pamirica  (O.Fedtsch.) Pohle
- Draba pamplonensis  Planch. & Linden ex Triana & Planch.
- Draba parnassica  Boiss. – głodek Apollina, g. parnaski
- Draba parviflora  (Regel) O.E.Schulz
- Draba pauciflora  R.Br.
- Draba paucifructa  Clokey & C.L.Hitchc.
- Draba paysonii  J.F.Macbr.
- Draba pectinipila  Rollins
- Draba pedicellata  (Rollins & R.A.Price) Windham
- Draba pennell-hazenii  O.E.Schulz
- Draba pennellii  Rollins
- Draba × perdubia  O.E.Schulz
- Draba peruviana  (DC.) O.E.Schulz
- Draba petrophila  Greene
- Draba physocarpa  Kom.
- Draba pickeringii  A.Gray
- Draba × pilgeri  O.E.Schulz
- Draba pilosa  Adams ex DC.
- Draba platycarpa  Torr. & A.Gray
- Draba pohlei  Tolm.
- Draba poluniniana  Al-Shehbaz
- Draba polyphylla  O.E.Schulz
- Draba polytricha  Ledeb. – głodek gęstoowłosiony
- Draba popocatepetlensis  Hemsl.
- Draba porsildii  Mulligan
- Draba praealta  Greene
- Draba primuloides  Turcz.
- Draba pseudocheiranthoides   Al-Shehbaz
- Draba × pseudonivalis  N.Busch
- Draba × pseudovesicaria  O.E.Schulz
- Draba pterosperma  Payson
- Draba pulchella  Willd. ex DC.
- Draba pulcherrima  Gilg
- Draba pulvinata  Turcz.
- Draba pusilla  F.Phil. ex Phil.
- Draba pycnophylla  Turcz.
- Draba pygmaea  Turcz. ex N.Busch
- Draba radicans  Royle
- Draba ramosissima  Desv.
- Draba ramulosa  Rollins
- Draba rectifructa  C.L.Hitchc.
- Draba remotiflora  O.E.Schulz
- Draba reptans  (Lam.) Fernald
- Draba rigida  Willd. – głodek sztywny
- Draba ritacuvana  Al-Shehbaz
- Draba riveti  Benoist
- Draba rositae  Santana & J.O.Rangel
- Draba rosularis  Boiss. – głodek różyczkowy
- Draba ruaxes  Payson & H.St.John
- Draba sachalinensis  (Schmidt) Trautv. – głodek sachaliński
- Draba sagasteguii  Al-Shehbaz
- Draba sakuraii  Makino
- Draba sambukii  Tolm.
- Draba sanctae-martae  O.E.Schulz
- Draba sapozhnikovii  A.L.Ebel
- Draba sarycheleki  Veselova
- Draba sauteri  Hoppe – głodek Sautera
- Draba scabra  C.A.Mey.
- Draba × schaeferi  O.E.Schulz
- Draba schultzei  O.E.Schulz
- Draba schusteri  O.E.Schulz
- Draba scopulorum  Wedd.
- Draba scotteri  G.A.Mulligan
- Draba sekiyana  Ohwi
- Draba senilis  O.E.Schulz
- Draba sericea  Santana & J.O.Rangel
- Draba serpentina  (Tiehm & P.K.Holmgren) Al-Shehbaz & Windham
- Draba setosa  Royle
- Draba sharsmithii  Rollins & R.A.Price
- Draba sherriffii  Grierson
- Draba shiroumana  Makino
- Draba sibirica  (Pall.) Thell. – głodek syberyjski
- Draba sierrae  Sharsm.
- Draba sikkimensis  (Hook.f. & T.Anderson) Pohle
- Draba siliquosa  M.Bieb. – głodek karyntyjski, g. łuszczynkowaty
- Draba simmonsii  Elven & Al-Shehbaz
- Draba simonkaiana  Jáv.
- Draba smithii  Gilg & O.E.Schulz
- Draba sobolifera  Rydb.
- Draba solitaria  O.E.Schulz
- Draba soratensis  Wedd.
- Draba spectabilis  Greene
- Draba sphaerocarpa  J.F.Macbr. & Payson
- Draba sphaeroides  Payson
- Draba splendens  Gilg
- Draba × spreadhoroughii  O.E.Schulz
- Draba spruceana  Wedd.
- Draba staintonii  Jafri ex H.Hara
- Draba standleyi  J.F.Macbr. & Payson
- Draba stellata  Jacq. – głodek gwiazdkowaty
- Draba stenobotrys  Gilg & O.E.Schulz
- Draba stenocarpa  Hook.f. & Thomson
- Draba stenoloba  Ledeb.
- Draba stenopetala  Trautv.
- Draba steyermarkii  Al-Shehbaz
- Draba strasseri  Greuter
- Draba streptobrachia  R.A.Price
- Draba streptocarpa  A.Gray
- Draba × sturii  Strobl
- Draba stylaris  J.Gay ex W.D.J.Koch
- Draba stylosa  Turcz.
- Draba subalpina  Goodman & C.L.Hitchc.
- Draba subamplexicaulis  C.A.Mey.
- Draba subcapitata  Simmons – głodek nibygłówkowaty
- Draba subfladnizensis  Kuvaev
- Draba subglabrata  (Speg.) O.E.Schulz
- Draba subnivalis  Braun-Blanq.
- Draba subsecunda  Sommier & Levier
- Draba subumbellata  Rollins & R.A.Price
- Draba sunhangiana  Al-Shehbaz
- Draba supranivalis  Rupr.
- Draba supravillosa  A.P.Khokhr.
- Draba surculosa  Franch.
- Draba taimyrensis  Tolm.
- Draba talassica  Pohle
- Draba tenerrima  O.E.Schulz
- Draba thlaspiformis  (Phil.) Al-Shehbaz
- Draba thylacocarpa  (Nábelek) Hedge
- Draba tibetica  Hook.f. & Thomson – głodek tybetański
- Draba tichomirovii  Kozhevn.
- Draba tomentosa  Clairv. – głodek kutnerowaty
- Draba × tornensis  O.E.Schulz
- Draba trichocarpa  Rollins
- Draba trinervis  O.E.Schulz
- Draba tschuktschorum  Trautv.
- Draba tucumanensis  O.E.Schulz
- Draba turczaninowii  Pohle & N.Busch
- Draba × uczkolensis  B.Fedtsch.
- Draba × ursorum  Gand.
- Draba ussuriensis  Pohle
- Draba venezuelana  Al-Shehbaz
- Draba ventosa  A.Gray
- Draba vesicaria  Desv.
- Draba violacea  DC.
- Draba volcanica  Benth.
- Draba vvedenskyi  Kovalevsk.
- Draba weberi  R.A.Price & Rollins
- Draba werffii  Al-Shehbaz
- Draba wiemannii  (O.E.Schulz) Hand.-Mazz.
- Draba × wilczekii  O.E.Schulz
- Draba winterbottomii  (Hook.f. & Thomson) Pohle
- Draba wurdackii  Al-Shehbaz
- Draba yueii  Al-Shehbaz
- Draba yukonensis  A.E.Porsild
- Draba yunnanensis  Franch.
- Draba yunussovii  Tolm.
- Draba zangbeiensis  L.L.Lu

## Zastosowanie
Niektóre gatunki są uprawiane jako rośliny ozdobne, głównie w ogródkach skalnych. Są odporne na mróz, przy czym gatunki silnie owłosione wymagają zimą ochrony przed nadmiarem wilgoci. Rosną w miejscach nasłonecznionych lub półcienistych, na glebie przepuszczalnej, obojętnej lub zasadowej. Rozmnażane są przez wysiew nasion, ewentualnie podział i sadzonki pozyskiwane pod koniec lata.